# Coenosia nigritibia
Coenosia nigritibia är en tvåvingeart som först beskrevs av Fritz Isidore van Emden 1940.  Coenosia nigritibia ingår i släktet Coenosia och familjen husflugor.
Artens utbredningsområde är Kenya. Inga underarter finns listade i Catalogue of Life.